# ダイエット・ラブ
『ダイエット・ラブ』（原題：瘦身男女、英題：Love on a Diet）は、ジョニー・トー、ワイ・カーファイによる2001年公開の香港映画。日本で撮影されているが、日本では劇場未公開のまま2006年にDVDが発売された。

## キャスト
- アンディ・ラウ – Fatso（フェイロウ）
- サミー・チェン – Mini Mo（ミニ）
- ラム・シュー – Bun Man
- ウォン・ティンラム
- 黒川力矢（RIKIYA）– 黒川（ミニの元恋人）
- 佐藤佳次
- 樋口明日嘉
- 黄美芬
- 蒲茗藍
- 洪偉良
- 張志平
- 鄭錦昌
- 羅靖庭

## 主なロケ地
- 新宿駅周辺
- 真鶴駅
- 横浜中華街
- 大通り公園
- 山下公園、他

## 主な受賞
- 第21回香港電影金像奨(2002年)
  - 最優秀主題歌賞 - 終身美麗（歌：サミー・チェン）

## DVD
- 日本では2006年2月24日に、フルメディアより日本版DVDが発売された。